# Enez

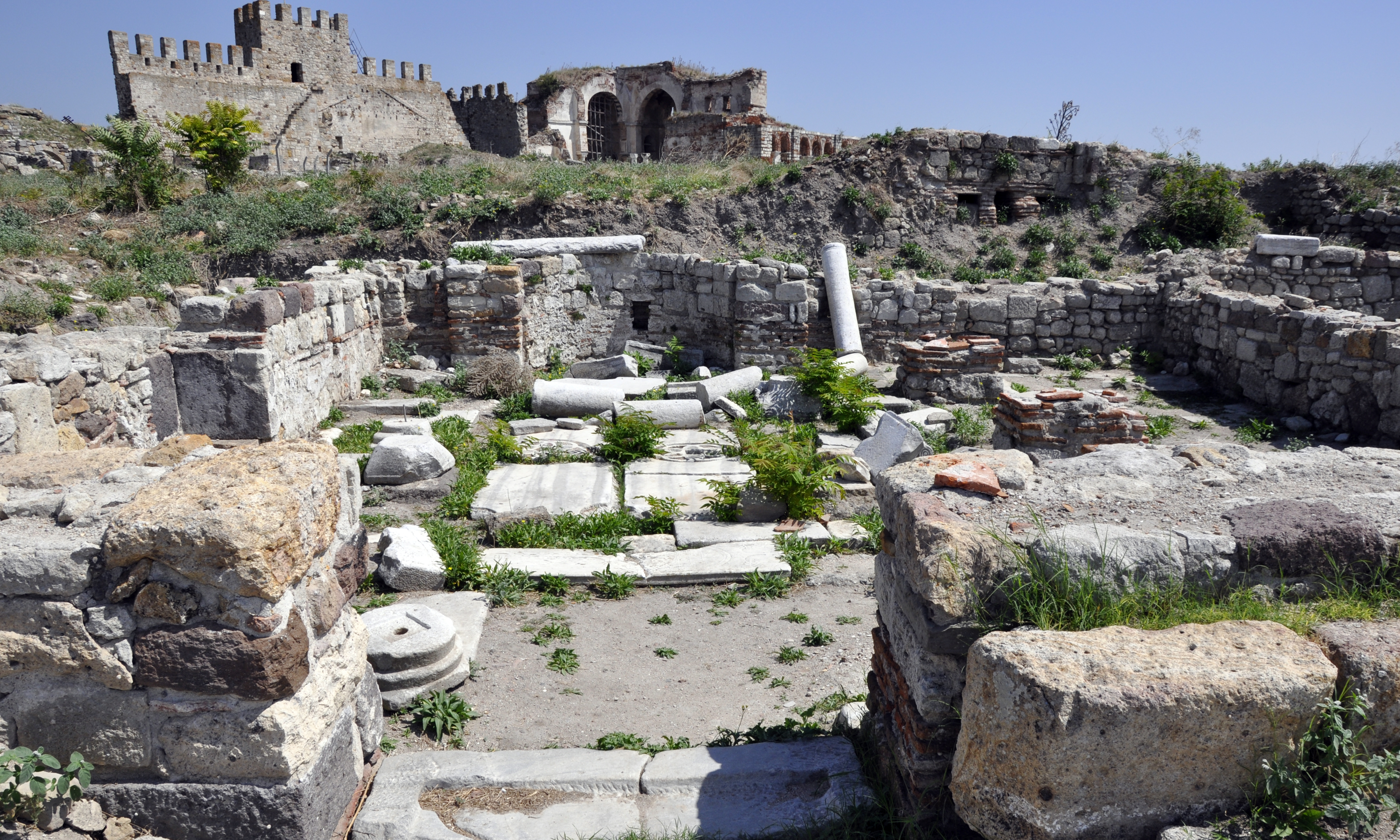
Ruiny w Enez

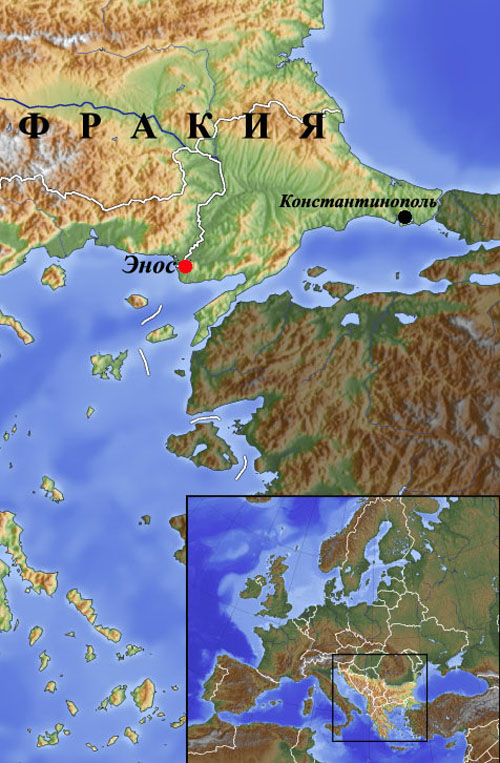
Lokalizacja miasta Enez

Enez (tur. Enez, gr. Αἶνος, łac. Aenus) − miasto, a także jeden z 9 dystryktów prowincji Edirne w Turcji, znajdujące się w północno-zachodniej części kraju.
Według danych na rok 2010, liczba ludności miasta Enez wynosiła 3826 mieszkańców, a w roku 2012 wynosiła 3723 mieszkańców. Urząd burmistrza miasta pełni obecnie Ahmet Çayir.

## Lokalizacja
Miasto Enez położone jest na lewym (wschodnim) brzegu rzeki Hebrus, która nieopodal ma swoje ujście, i płynie przez Zatokę Saros wprost do Morza Egejskiego. Enez znajduje się na grzbiecie skały otoczonej szerokimi bagnami. W czasach starożytnych miasto leżało na końcu lądowego szlaku handlowego łączącego Morze Czarne z Morzem Egejskim. Enez było wówczas portem handlowym w którym handlowano głównie zbożem, drewnem i owocami produkowanymi w środkowej i wschodniej Tracji.

## Historia

### Starożytność
Według starożytnych przekazów, założycielem, i pierwszym właścicielem miasta Enez jest mityczny Ajneus, syn boga Apolla i jednocześnie ojciec Kyzikosa. Kolejnym mitycznym władca miasta był Poltys – syn Posejdona.

### Wczesne chrześcijaństwo i okres bizantyjski
Jako chrześcijańskie biskupstwo, Enez (Aenus) było początkowo sufraganią biskupstwa w Trajanopolis, jednak w czasach Notitiae Episcopatuum (ok. 640 roku), stało się autokefalicznym biskupstwem bez sufraganii. W roku 1626 biskupstwo w Enez (Aenus) zostało przemianowane na biskupstwo tytularne i jako takie wymienianie jest w watykańskim roczniku Annuario Pontificio.
Enez było w roku 1091 miejscem bitwy pod Lebunion, w której Bizantyjczycy i Połowcy pokonali Pieczyngów.
W 1355 roku, miasto Enez stało się własnością genueńskiej rodziny Gattilusio, którzy byli także twórcami i właścicielami państwa na wyspie Lesbos oraz właścicielami Lemnos, Thasos (1414–1462) i wyspy Samotraka (1355–1457). Miastem i sąsiednimi wyspami rządziło trzech Gattilusich: Niccolò Gattilusio, Palamede Gattilusio, oraz Dorino II Gattilusio.
Po kłótni między wdową po Giorgio Gattilusio i Dorino II Gattilusio, ostatecznie pod koniec stycznia 1456 roku, miasto zostało zajęte przez osmańskiego sułtana Mehmeda II Zdobywcę.
W 1460 roku, po włączeniu Despotatu Morei pod panowanie Imperium Osmańskiego, a ostatni despota Morei, Tomasz Paleolog otrzymał miasto Enez jako apanaże (wraz z częściami wysp Tasos i Samotraka). Pozostał on w posiadaniu miasta aż do roku 1467, kiedy to popadł w niełaskę sułtana.

### Nowożytność
Na podstawie traktatu pokojowego podpisanego w Londynie 30 maja 1913 roku Imperium Osmańskie utraciło wszystkie terytoria europejskie za linią łącząca Enez i Midye nad Morzem Czarnym oraz Kretę.

## Atrakcje
Enez był miejscem bizantyjskiego kościoła Hagia Sophia zbudowanego w XII wieku (choć niektóre źródła sugerują VI wiek), ale przekształconego w meczet za panowania sułtana Mehmeda II. Meczet był kilkakrotnie remontowany w XVIII wieku, ale po trzęsieniu ziemi w 1965 roku pozostał w ruinie. Prace nad nową renowacją rozpoczęły się w 2016 r., a meczet został ponownie otwarty dla kultu w 2021 r.
Meczet stoi wewnątrz pozostałości zamku Enez (turecki: Enez Kalesi), który prawdopodobnie pochodzi z czasów panowania bizantyjskiego cesarza Justyniana I i prawdopodobnie został zbudowany jako obrona przed najazdami z Bałkanów.
Has Yunus Bey Türbesi to zabytkowy meczet i cmentarz położony 300 m na południe od zamku, który początkowo był bizantyjską kaplicą. Has Yunus Bey był dowódcą, który zdobył Enez dla Osmanów i został tu pochowany.
Jedynym zabytkiem historycznym w kurorcie Enez jest Sahil KervansarayI, skorupa osmańskiego karawanseraju, który mógł funkcjonować jako urząd celny. Uważa się, że pochodzi z XVI wieku, kiedy to prawdopodobnie stał na wybrzeżu, obecnie 500 m dalej. Lokalne relacje sugerują, że pełnił on funkcję wojskową podczas I wojny światowej i dlatego jest znany jako İngiliz Kışlası ("angielskie koszary").